# Slobodan Santrač
Slobodan Santrač (ur. 1 lipca 1946 w Koceljevie, zm. 13 lutego 2016 w Belgradzie) – serbski piłkarz oraz trener. Dwa razy sięgał po koronę króla strzelców, dwa razy dzielił się nią z innymi piłkarzami, cztery razy był drugi w tej klasyfikacji.

## Kariera piłkarska
Santrač stawiał swoje pierwsze piłkarskie kroki w klubie Takovo z Gornjego Milanovaca. Szybko zwrócili na niego uwagę działacze Metalaca Valjevo i od tamtej pory Slobodan stał się zawodnikiem tego klubu. W roku 1965, w wieku 19 lat zawodnik przeniósł się do OFK Beograd.
Santrač był zawodnikiem niezwykle szybkim. Na 100 metrów uzyskiwał czas 11,3 sekundy. Natomiast w sezonie 1970/1971, zdobył, w barwach OFK, 33 bramkami, czym zapewnił sobie Brązowy But za trzecie miejsce w europejskiej klasyfikacji najlepszych napastników. W 1974 roku opuścił Belgrad, by na dwa lata przenieść się do szwajcarskiego Grasshoppers. Następnie zdecydował się powrócić na Omladinski Stadium. Kolejne dwa lata spędził na grze w OFK, by następnie przenieść się do lokalnego rywala – FK Partizan. Spędził tam ostatnie dni w Prva liga Jugoslavije.
Mimo niewątpliwego talentu, Santrač zaledwie 8 razy zakładał niebieski trykot reprezentacji Jugosławii.

## Kariera trenerska
W 1988 roku powrócił do piłki jako trener, rozpoczynając pracę w FK Zemunie, gdzie pracował wraz z Vladimirem Pejoviciem. W ciągu dwóch sezonów przeniósł klub z trzeciej do pierwszej ligi. 15 lutego 1991 roku został mianowany asystentem szkoleniowca reprezentacji Jugosławii – Ivicy Osima oraz Ivana Cabrinovicia. 15 lipca 1995 roku rozpoczął pracę jako selekcjoner. Doprowadził reprezentację do finałów MŚ 1998 rozgrywanych we Francji, gdzie po porażce 1:2 z Holandią, Jugosławia została wyeliminowana. Niezadowolony z wyników swojej pracy, Santrač zrezygnował, aby następnie szkolić reprezentacji Arabii Saudyjskiej, a później Macedonii. Trenował również kluby chińskie.